# Gjakovë (regio)
Gjakovë (Albanees: Regjioni i Gjakovës ; Servisch: Region Đakovica) is een van de zeven statistische regio's waarin Kosovo verdeeld is. De regio heeft een geschatte bevolking van 263.700 inwoners (gegevens van 2008).

## Gemeenten
De regio Gjakovë bestaat uit de volgende gemeenten:
- Gjakovë
- Junik
- Rahovec

Mitrovicë/ Mitrovica · Prishtinë/Priština · Gjilan/Gnjilane · Pejë/Peć · Gjakovë/Đakovica · Prizren/Prizren · Ferizaj/Uroševac